# Dermatohalaza
Dermatohalaza označava višak kože, najčešće gornje vjeđe, a nastaje starenjem zbog gubitka elasticiteta i tonusa kože pod utjecajem gravitacije. Vrlo je česta pojava i obično zahvaća oba oka. Vjeđe imaju vrećast izgled, s nejasnim naborima, a mogu biti praćene i hernijacijom masnog tkiva kroz slabu orbitalnu pregradu (septum), koja je granica prednjeg dijela vjeđe i orbitalnog sadržaja.
Kad govorimo o višku kože gornjih i donjih vjeđa, moramo razlikovati i drugo, rijetko stanje, takozvanu blefarohalazu.

## Epidemologija
Većinom se javlja u starijih, a katkad pogađa i mlađe osobe. Češće se javlja kod žena, a kod nekih pacijenata izvjesnu ulogu u nastajanju imaju i genetski čimbenici. 
Razvoju dermatohalaze mogu pridonijeti i neke sistemske bolesti, kao što su bolest štitnjače, bubrežno zatajenje, Ehlers-Danlosov sindrom, amiloidoza, nasljedni angioneurotski edemi, ksantelazme (žute naslage masti i kolestorola u potkožju) i trauma. 

## Funkcionalne, ali i estetske smetnje
Nabori kože mogu, uz estetske smetnje, izazivati i smetnje vida i suženje vidnog polja, te tako onemogućiti normalnu vidnu funkciju. 
Kad je riječ o funkcionalnom problemu, pacijenti mogu osjećati iritaciju očiju, imati entropij gornje vjeđe (uvrtanje ruba gornje vjeđe prema oku), ektropij donje vjeđe (izvrtanje ruba donje vjeđe od oka), upalu izvodnih kanala žlijezda lojnica uz rub trepavica i upalu okolne kože.
Ako je posrijedi estetski problem, pacijenti najčešće osjećaju punoću i težinu gornjih vjeđa te imaju otečene „vrećice“ ispod donjih vjeđa i bore u donjim vjeđama i samim rubovima vjeđa.

## Kirurško liječenje
Liječenje se provodi operativnom metodom, koja se naziva blefaroplastika, uz postavljanje šavova koji se skidaju nakon sedam dana. Zahvat se izvodi u lokalnoj anesteziji i bezbolan je. Najčešće se istodobno operiraju oba oka. Ako je pacijent na terapiji (Aspirin, Andol i sl.), preporučljivo je prekinuti terapiju tri dana prije zahvata, ako nije kontraindicirano zbog općega zdravstvenog stanja, o čemu se detaljnije razgovara na pregledu prije operacije.